# Maska Faukani
Maska Faukani (arab. مسكة فوقاني)– wieś w Syrii, w muhafazie Aleppo, w dystrykcie Afrin. W 2004 roku liczyła 569 mieszkańców.